# Ita Rina

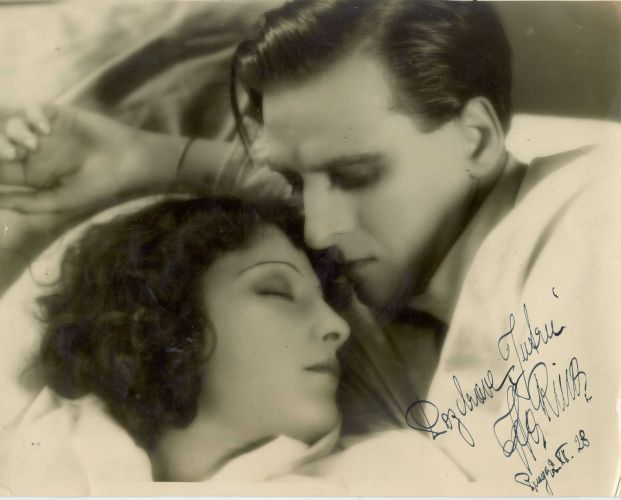
Ita Rina

Ita Rina (sau Ida Kravanja) (n. 7 iulie 1907, Divača, Comuna Divača, Slovenia – d. 10 mai 1979, Budva, Comuna Budva, Muntenegru) a fost o actriță și regină a frumuseții iugoslavă.
Ita a copilărit în Ljubljana, actual Slovenia. În anul 1926 este aleasă Miss Iugoslavia. Ca actriță a fost descoperită de regizoul german Peter Ostermayr. Mai cunoscută devine prin filmul Erotik (Erotikon) o melodramă a regizorului ceh Gustav Machatý. A mai jucat într-o serie de filme, iar în 1932 se căsătorește cu un inginer iugoslav. După căsătorie devine Tamara Đjorđević. În anul 1979 este înmormântată în Belgrad.

## Filmografie
| Anul | Titlu                                    | Format | Rol                             | Obs. |
| ---- | ---------------------------------------- | ------ | ------------------------------- | ---- |
| 1927 | Was die Kinder ihren Eltern verschweigen | Film   |                                 |      |
| 1927 | Zwei unterm Himmelszelt                  | Film   |                                 |      |
| 1928 | Der Tanzstudent                          | Film   |                                 |      |
| 1928 | Das letzte Souper                        | Film   | Maria                           |      |
| 1929 | Wilde Ehen                               | Film   |                                 |      |
| 1929 | Erotikon                                 | Film   | Andrea                          |      |
| 1929 | Frühlingserwachen                        | Film   | Ilse                            |      |
| 1929 | Hanba                                    | Film   | Marta Holanová                  |      |
| 1930 | Die Galgentonitonischka                  | Film   |                                 |      |
| 1930 | Tonka Šibenice                           | Film   | Tonka Šibenice                  |      |
| 1930 | Der Walzerkönig                          | Film   | Seine Tochter                   |      |
| 1933 | Život teče dalje                         | Film   |                                 |      |
| 1933 | Das Lied der Schwarzen Berge             | Film   | Jela Gruić                      |      |
| 1935 | A zivot jde dál                          | Film   | Marie                           |      |
| 1937 | Die Korallenprinzessin                   | Film   | Anka, Vukowitsch' Pflegetochter |      |
| 1939 | Zentrale Rio                             | Film   | Chiquita Salieri                |      |
| 1960 | Atomic War Bride                         | Film   | Mother                          |      |

## Legături externe
- Ita Rina la Internet Movie Database
- Biografie mit Foto
- Imagini cu Ita Rina la Virtual History.